# Sphaeropthalma difficilis
Sphaeropthalma difficilis (лат.) — вид ос-немок из подсемейства Sphaeropthalminae. 

## Распространение
Северная Америка: США (Айдахо, Аризона, Калифорния, Колорадо, Невада, Нью-Мексико, Орегон, Юта) и северная Мексика (Baja California, Sonora).

## Описание
Осы-немки с бескрылыми самками (самцы крылатые). Голова и грудь оранжево-коричневые. От близких видов отличаются следующими признаками: у самцов жвалы имеют глубоко иссеченную вертикальную часть с зубцом, образующим острый угол, мезостернальные отростки отсутствуют, имеет маргинальную ячейку переднего крыла короче стигмы, первый сегмент брюшка стебельчатый со вторым сегментом и густо пунктирован, гениталии с длинным цилиндрическим кусписом, щетинковидным снизу, с более длинными и более плотными щетинками на вершине, а парамеры с густыми щетинками, расположенными медиально, но направленными внутрь. Грудь самок грушевидной формы. Коготки лапок без зубцов.
Предположительно как и другие виды рода паразитоиды куколок ос и пчёл.

## Классификация
Вид был впервые описан в 1905 году американским энтомологом Charles A. Blake под названием Photopsis difficilis. Видовой статус подтверждён в ходе ревизии, проведённой в 2015 году американскими энтомологами Джеймсом Питтсом и Эмили Садлер (Department of Biology, Университет штата Юта, Логан, США). Включён в состав видовой группы S. difficilis species-group вместе с видами S. becki, S. django, S. macswaini и другими.